# Sostituzione (ordinamento amministrativo italiano)
La sostituzione è un istituto del diritto amministrativo in cui viene decretato l'esercizio di un potere da parte di un organo diverso da quello cui il potere stesso è attribuito.

## Presupposti
A differenza dell'avocazione, la sostituzione presuppone sempre una inerzia da parte del sostituito. Occorre, pertanto, che:
- vi sia una previsione di legge;

- esista un rapporto di gerarchia tra il sostituto (superiore) e il sostituito (inferiore);

- l'organo inferiore abbia ingiustificatamente omesso di provvedere;

- il provvedimento da emettere sia un atto vincolato nella emanazione;

- l'inferiore sia rimasto inerte anche dopo la formale diffida ad adempiere fattagli dal superiore.

Una volta verificati attentamente questi presupposti, il superiore si sostituisce all'inferiore nell'emanazione dell'atto amministrativo.